# Grąsino
Grąsino (Duits: Granzin) is een plaats in het Poolse district  Słupski, woiwodschap Pommeren. De plaats maakt deel uit van de gemeente Słupsk en telt 522 inwoners.